# Évolution territoriale du Canada

Animation illustrant l'évolution territoriale du Canada.

Cet article est une chronologie de l'évolution territoriale du Canada, listant les modifications intérieures et extérieures de la géographie politique de ce pays.

## Vue d'ensemble
Le Canada devient un pays indépendant en 1867, lorsque trois colonies de l'Amérique du Nord britannique se fédèrent pour former une nouvelle nation. L'une de ces colonies se scinde immédiatement en deux provinces, trois autres colonies rejoignent la fédération par la suite et trois dernières provinces sont créées à partir de l'immense territoire que le Royaume-Uni cède au Canada peu après sa formation. Depuis sa formation, les frontières extérieures du Canada ont été modifiées six fois et l'union des quatre provinces originales finit par comprendre dix provinces et trois territoires. Le pays n'a perdu du territoire qu'une fois dans un petit désaccord frontalier avec le Dominion de Terre-Neuve, lequel rejoint le Canada par la suite.

## Notes

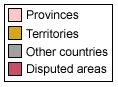
Légende pour les cartes ci-dessous.

## Chronologie

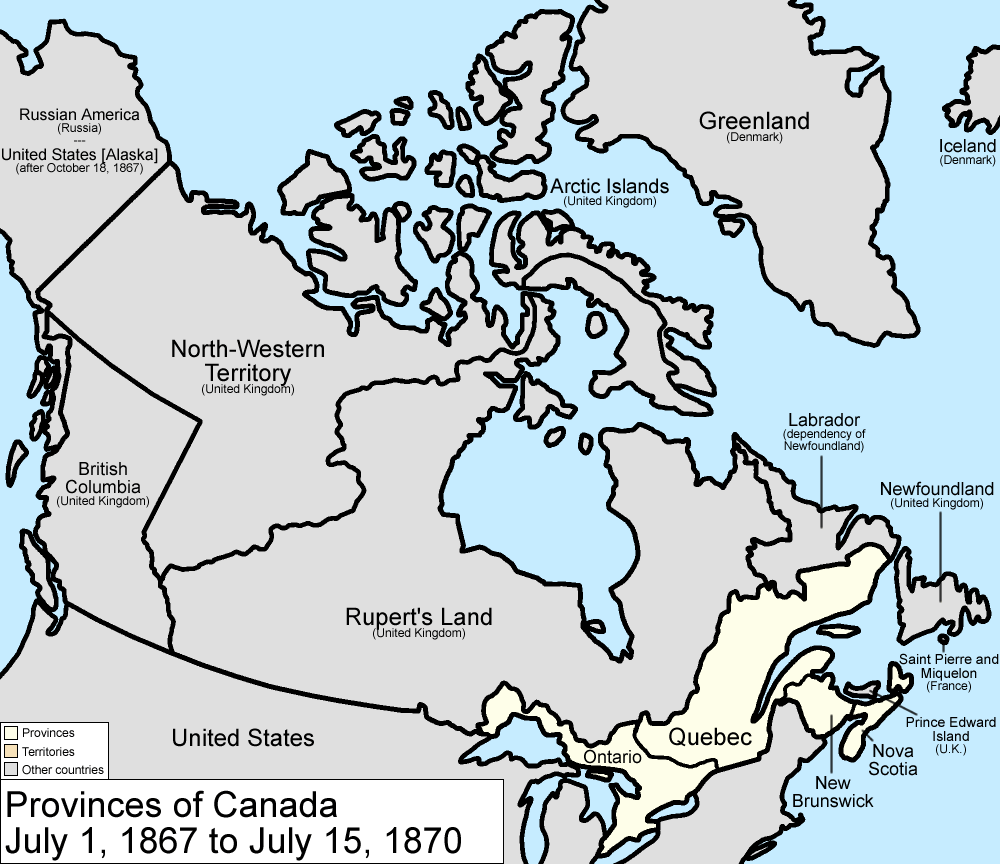
1867 - 1870

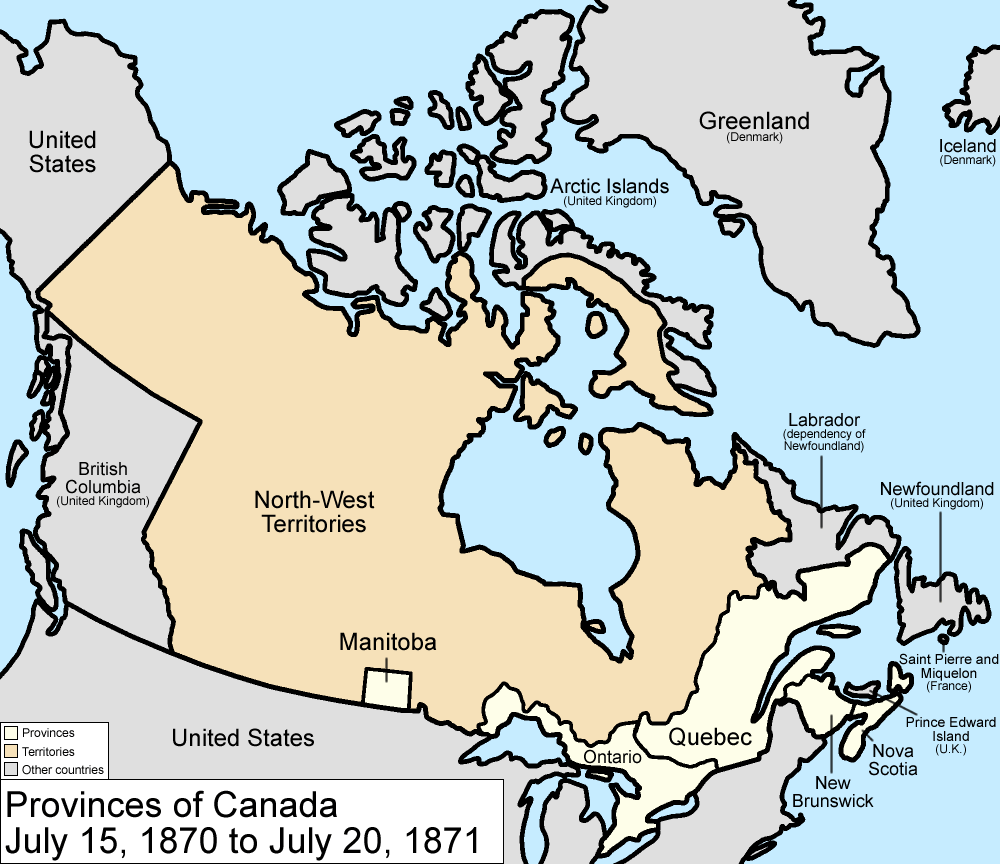
1870 - 1871

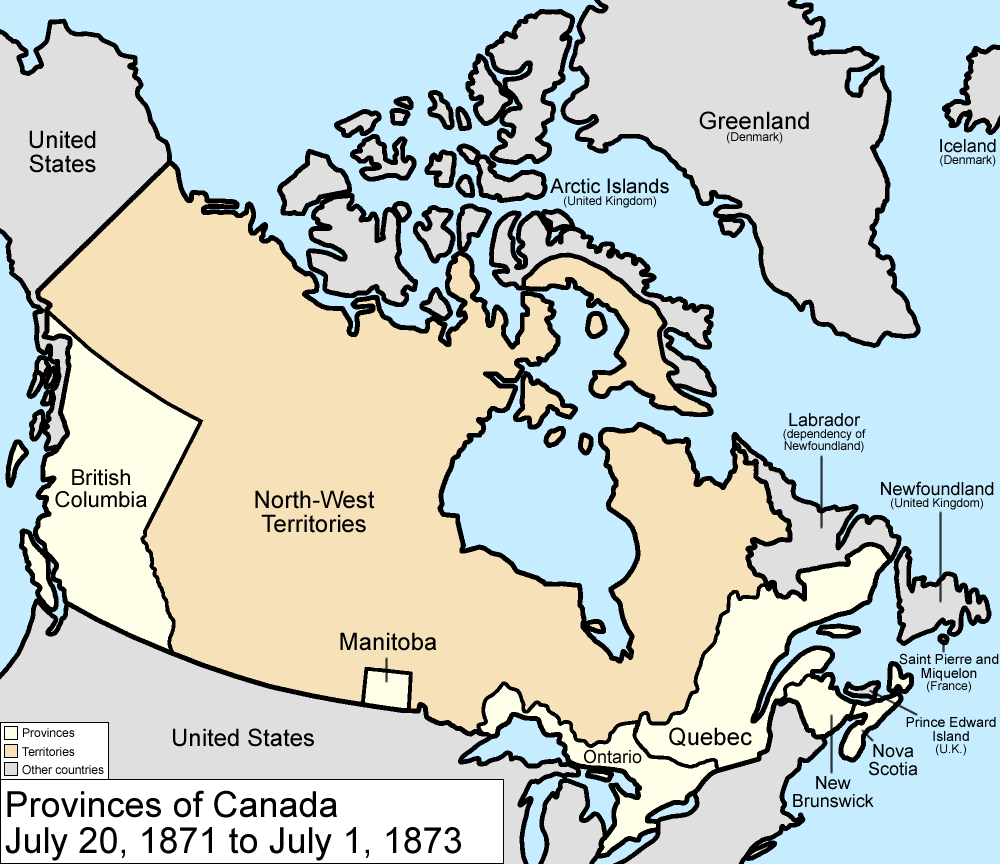
1871 - 1873

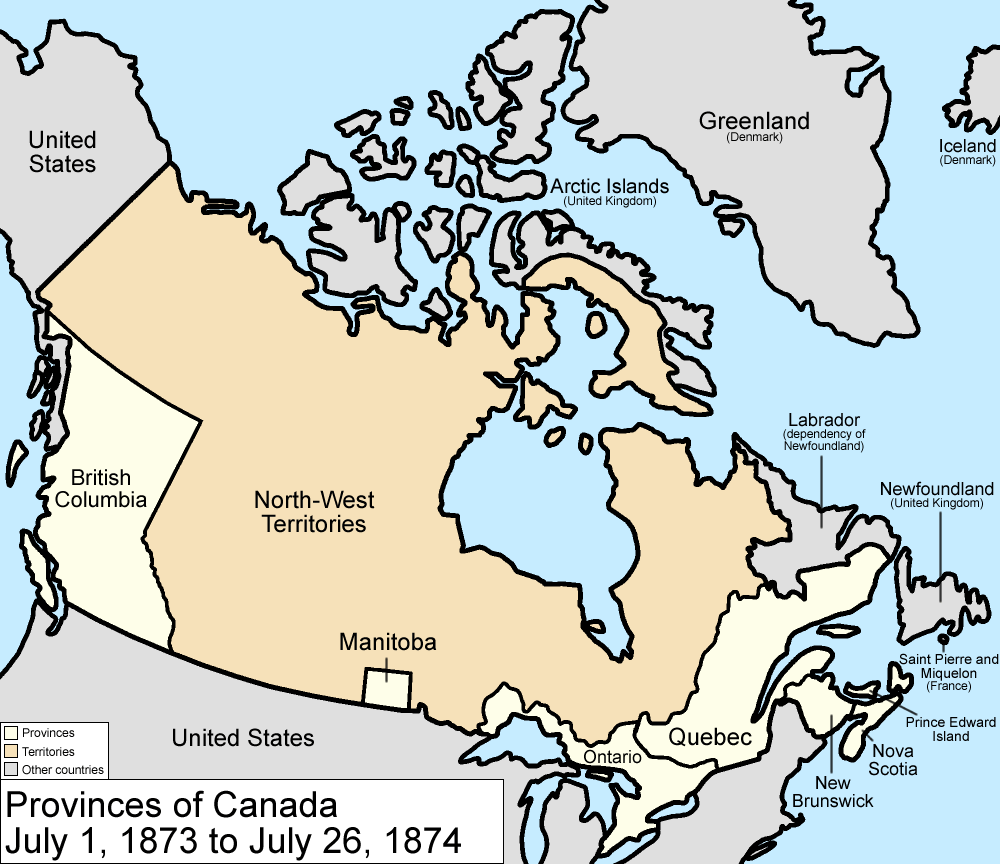
1873 - 1874

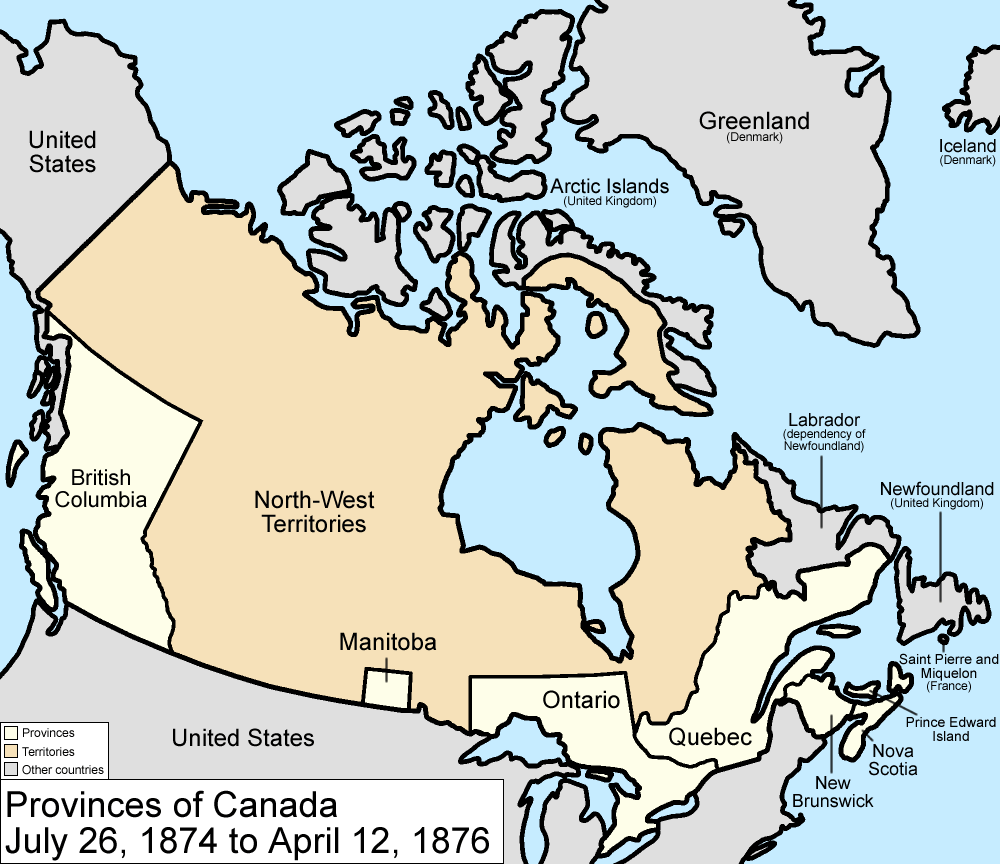
1874 - 1876

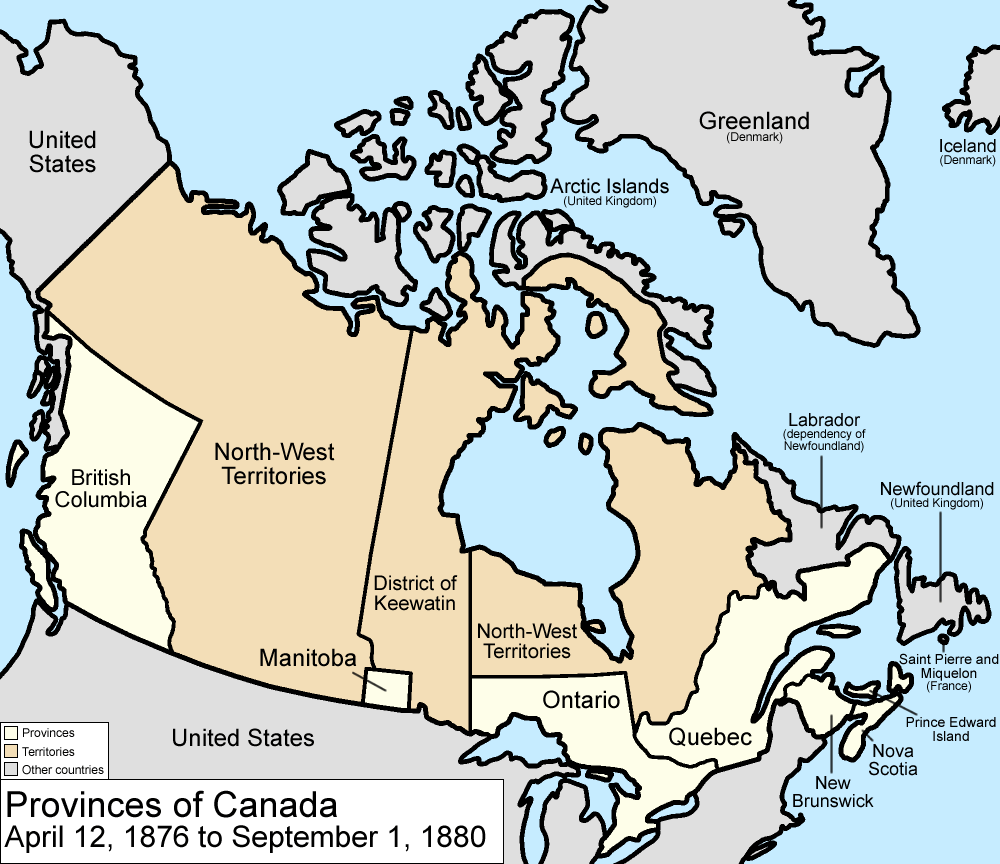
1876 - 1880

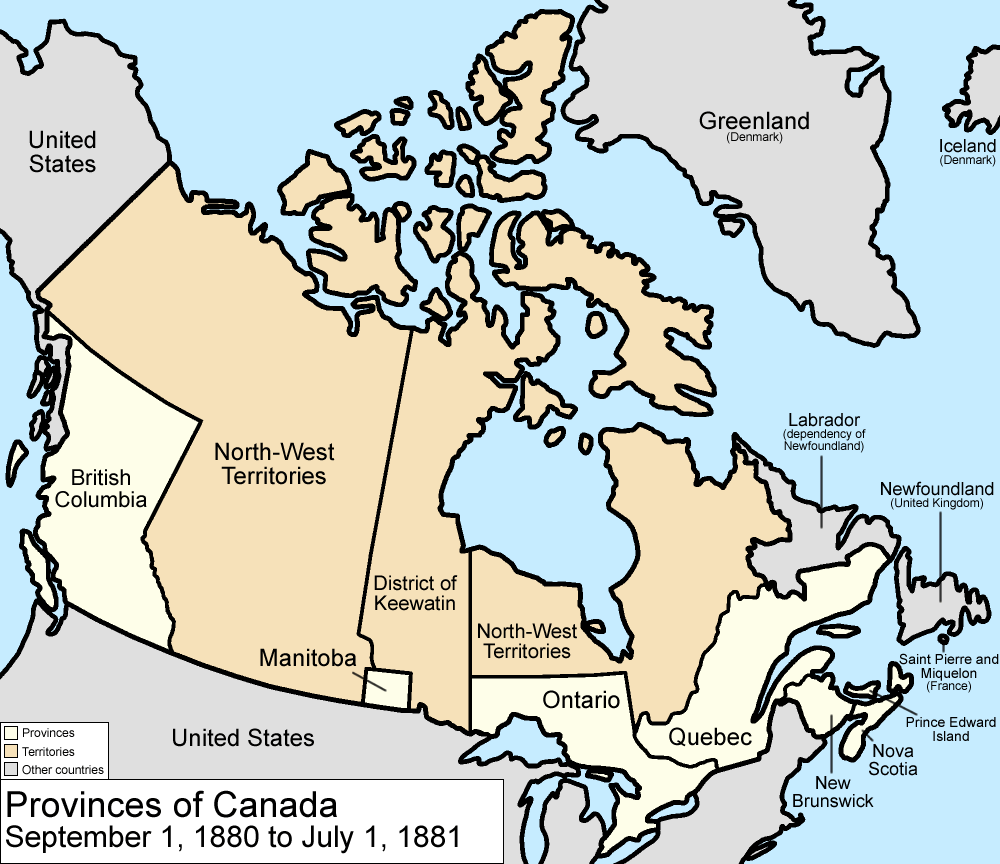
1880 - 1881

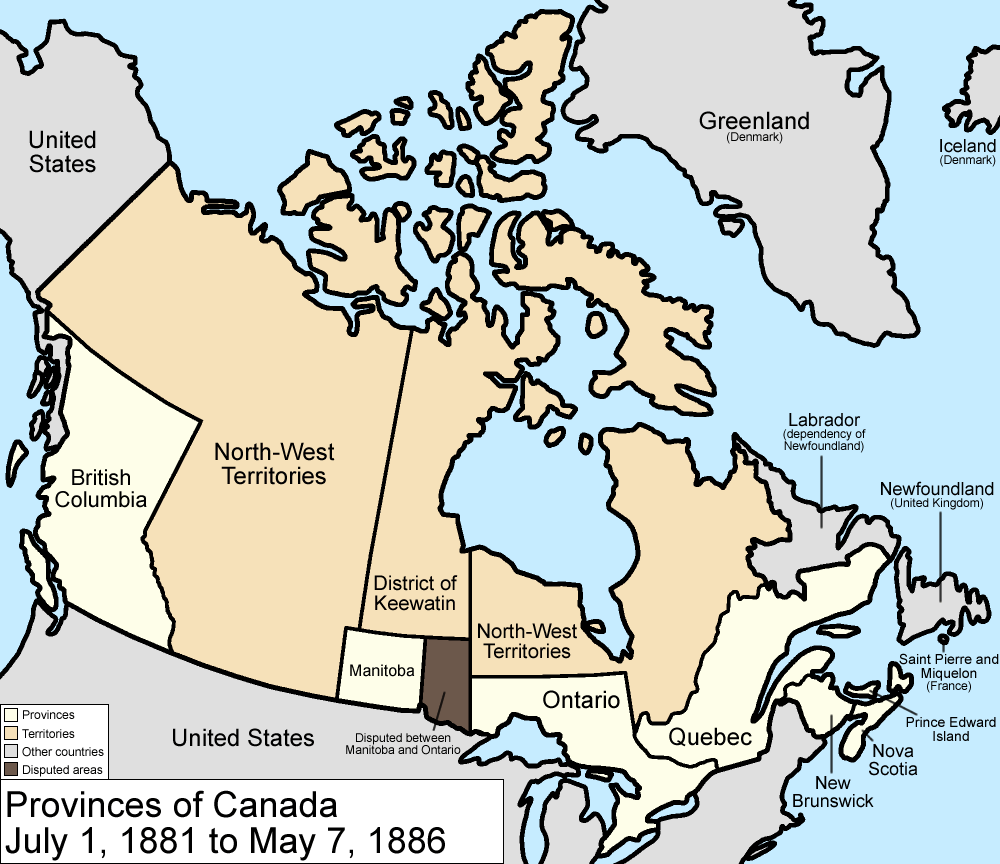
1881 - 1886

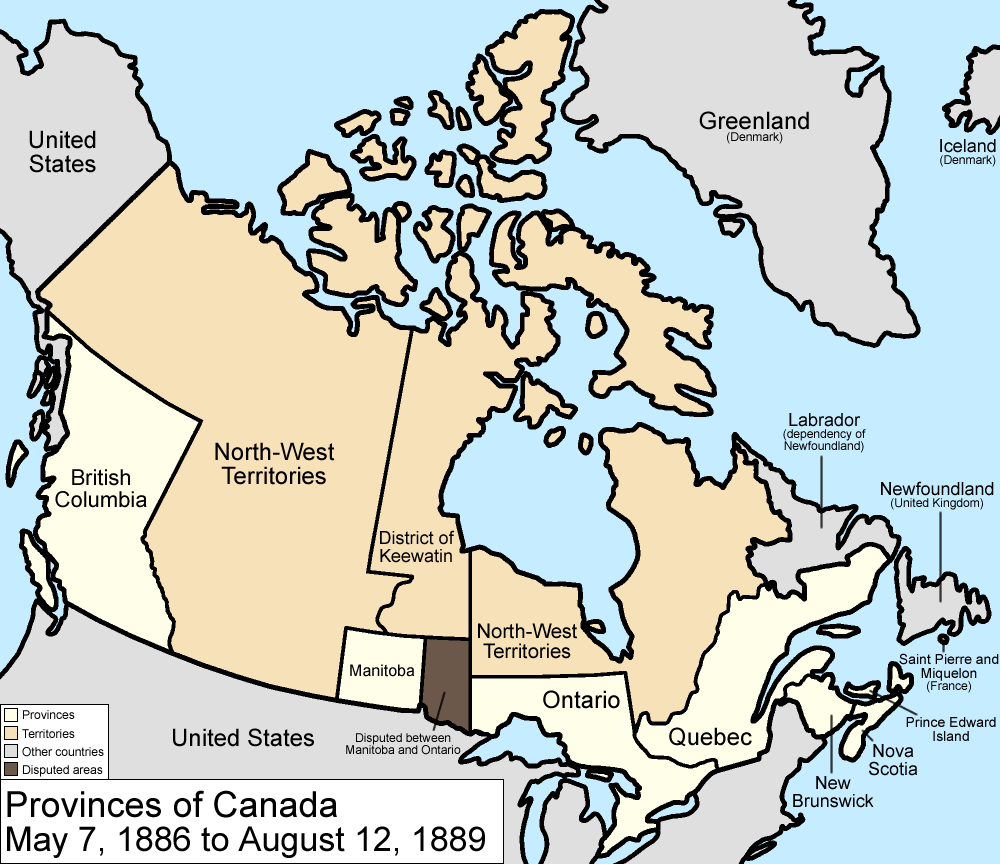
1886 - 1889

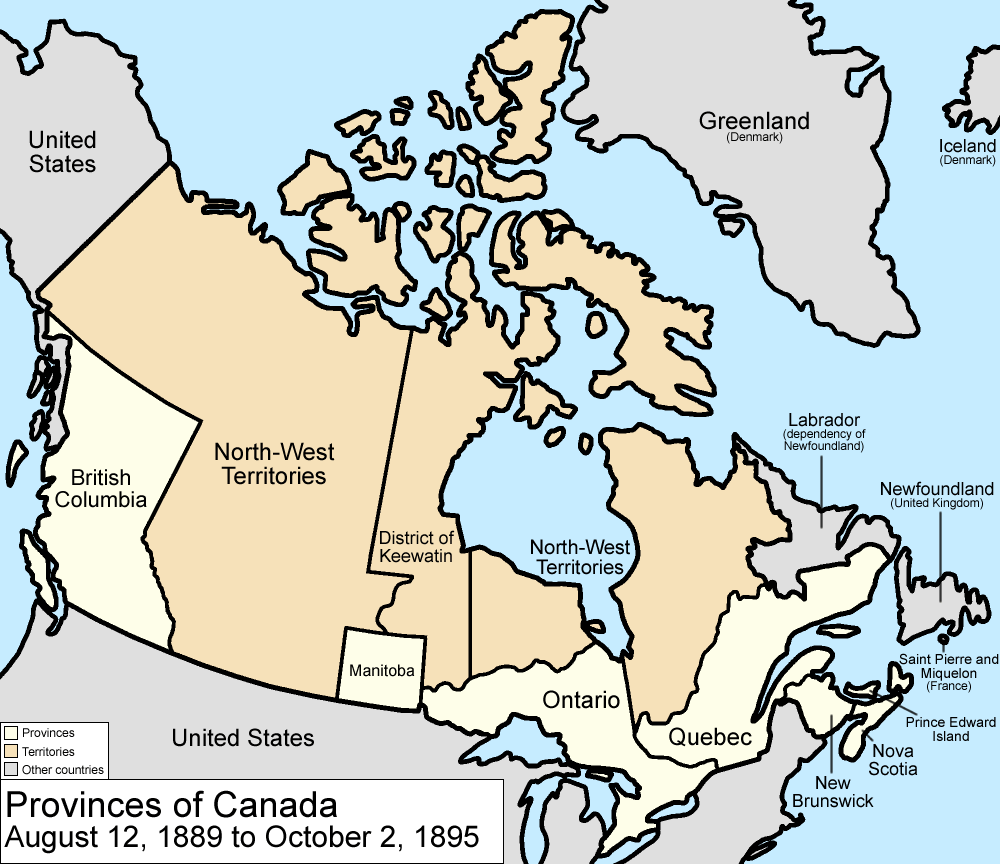
1889 - 1895

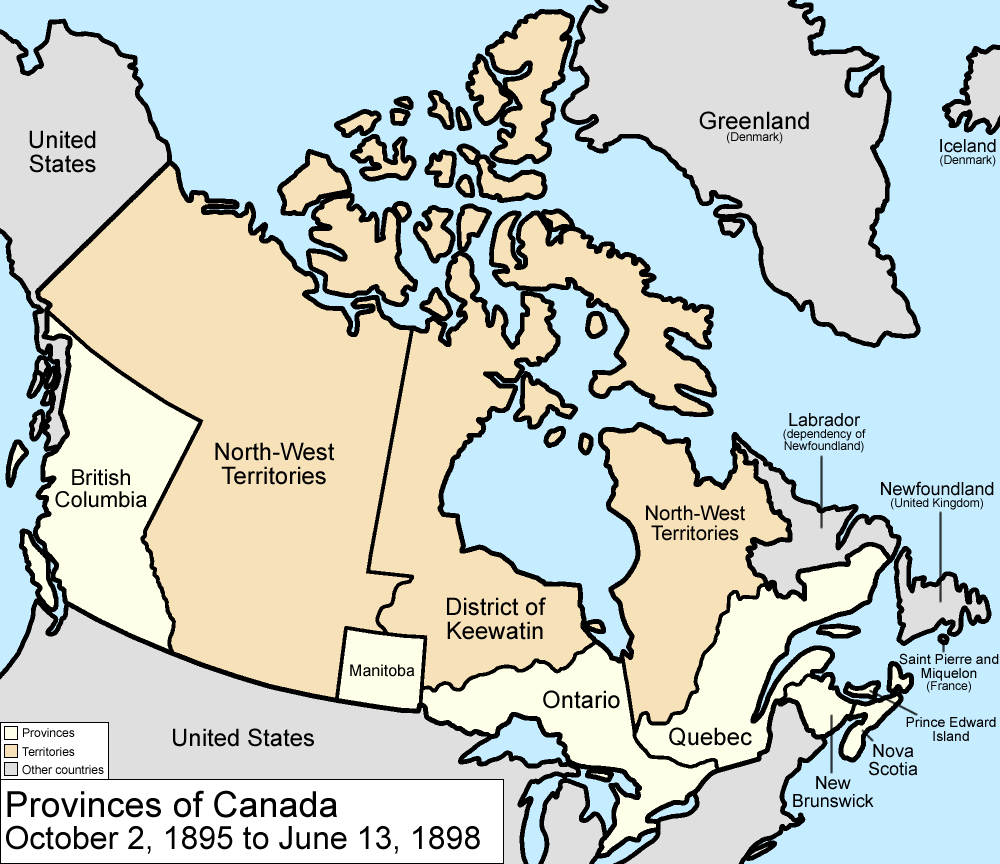
1895 - 1898

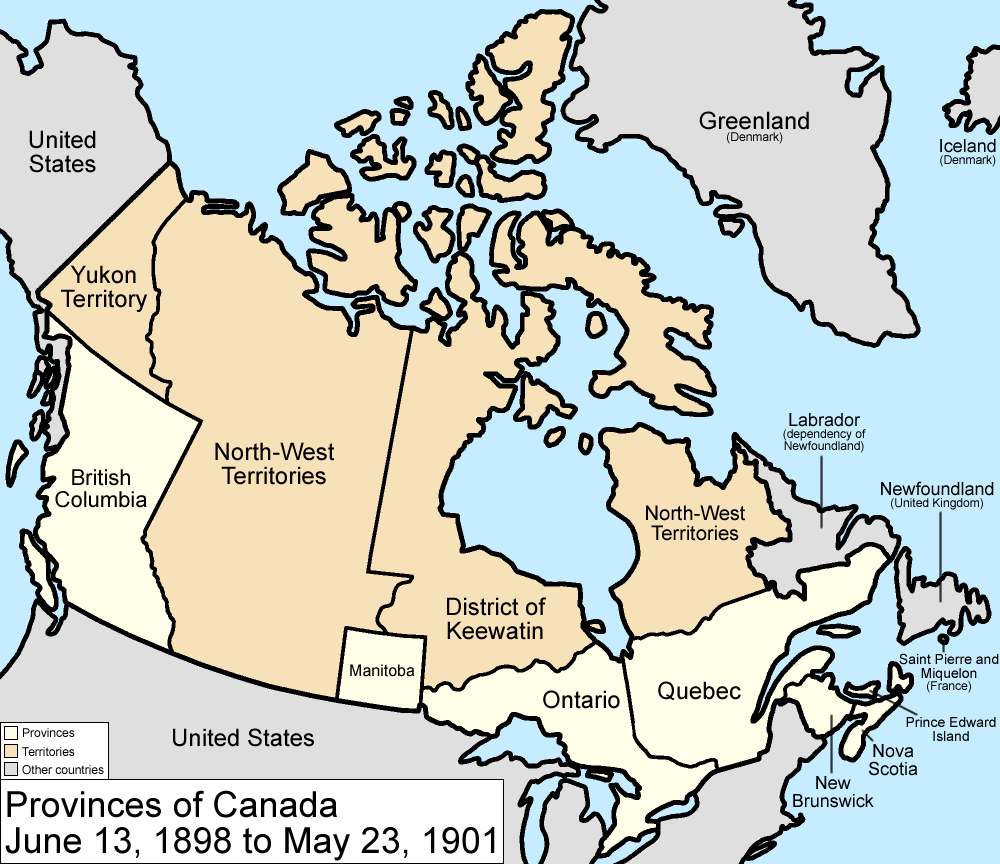
1898 - 1901

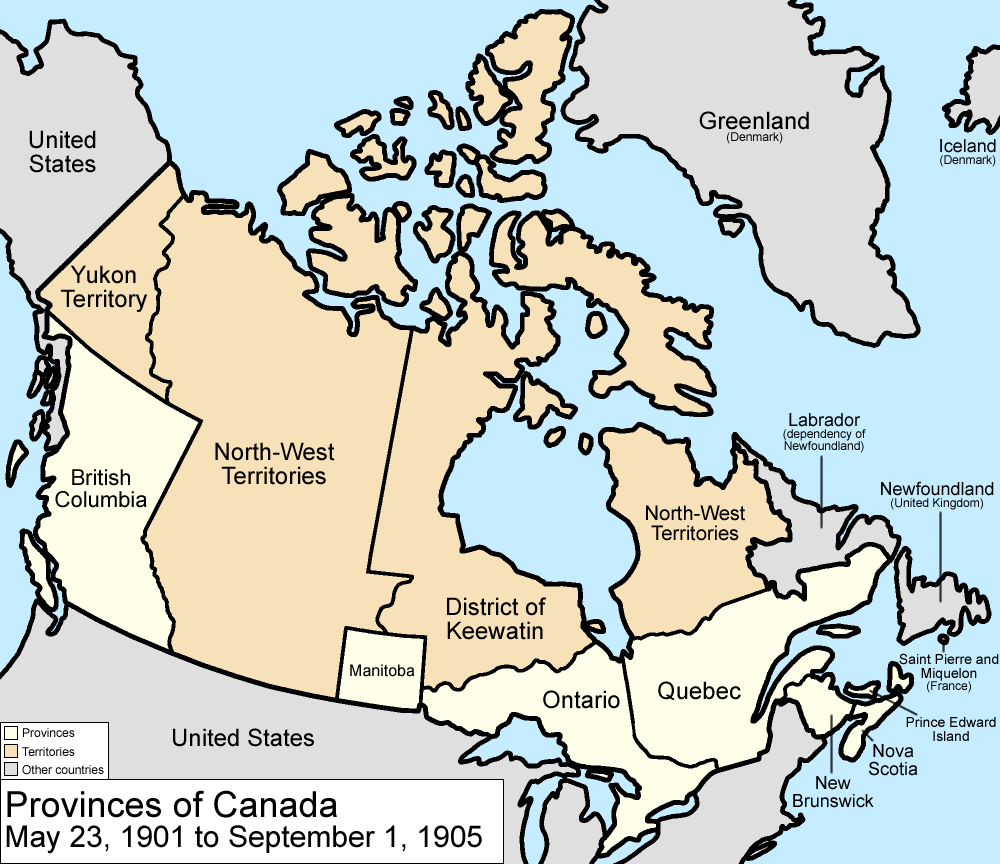
1901 - 1905

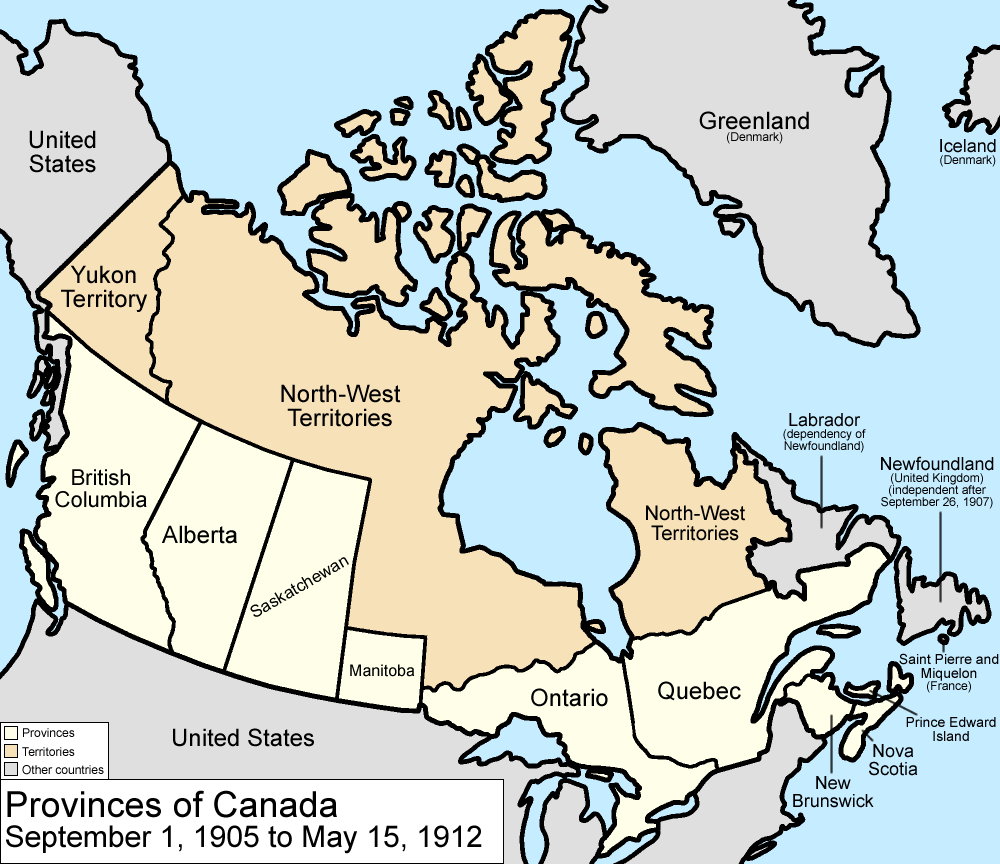
1905 - 1912

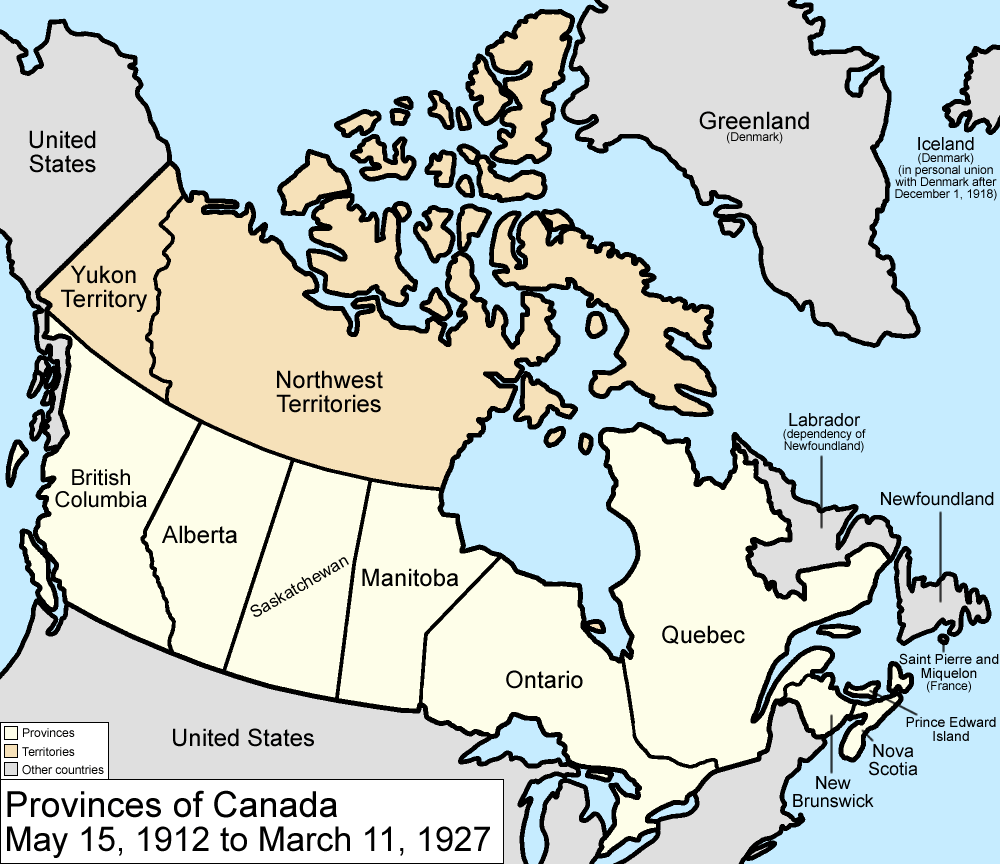
1912 - 1927

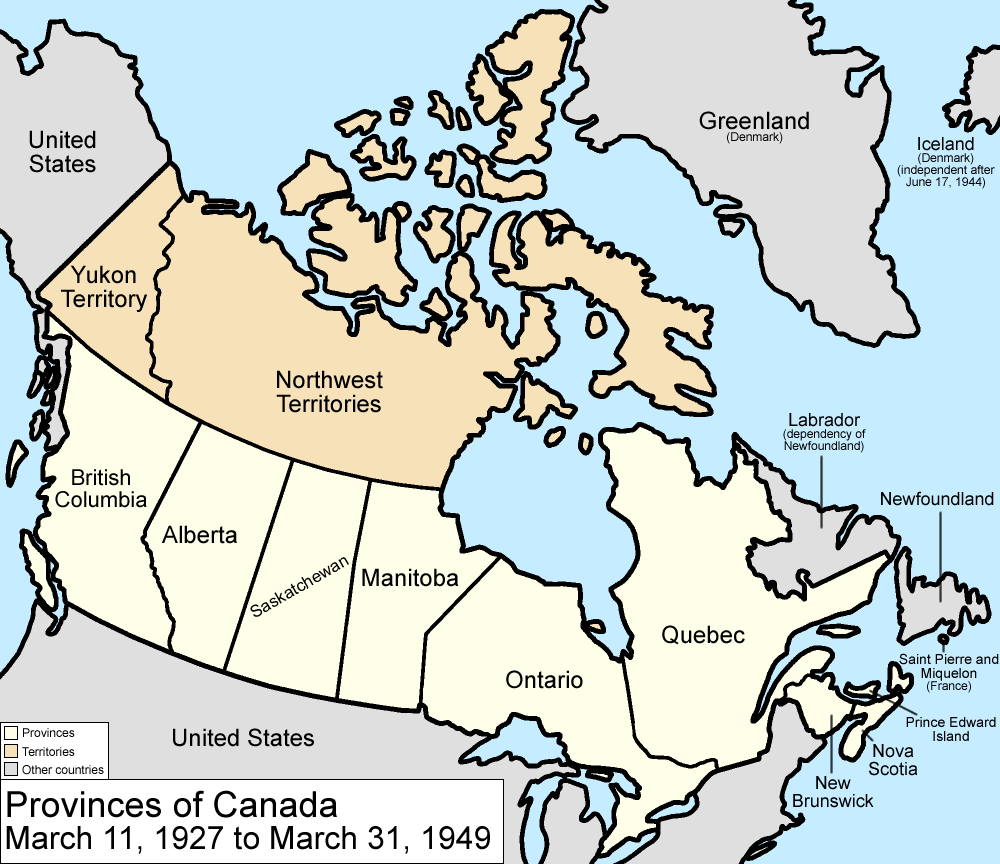
1927 - 1949

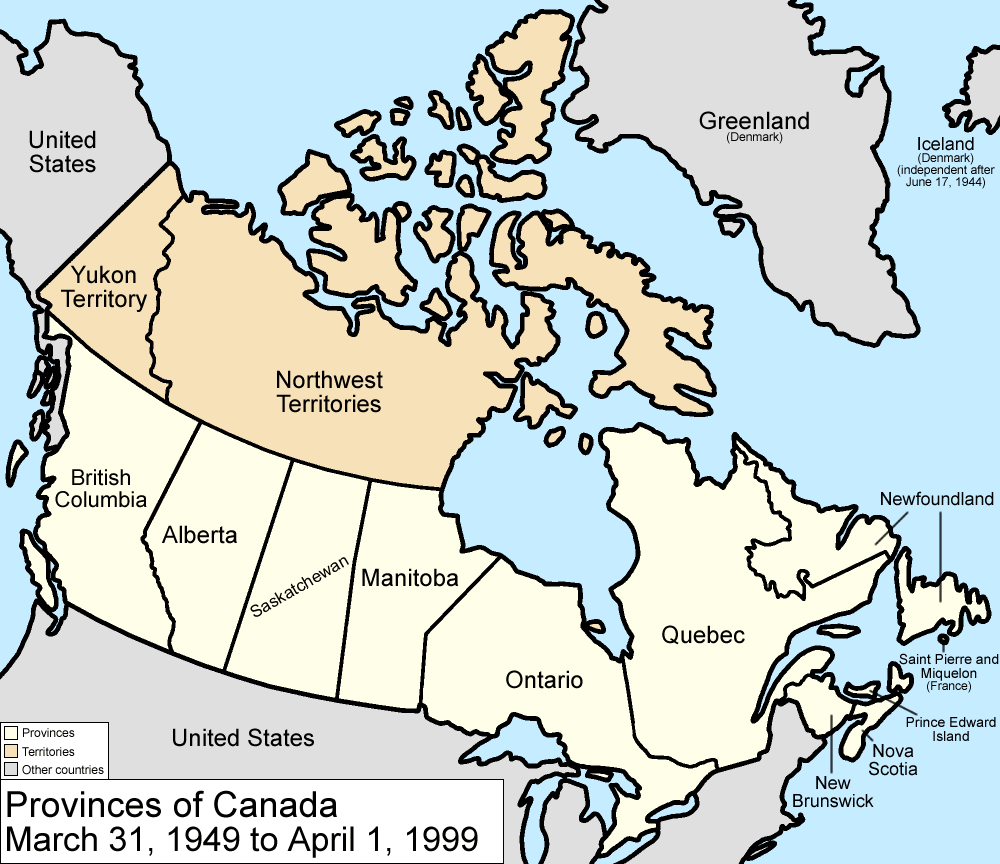
1949 - 1999

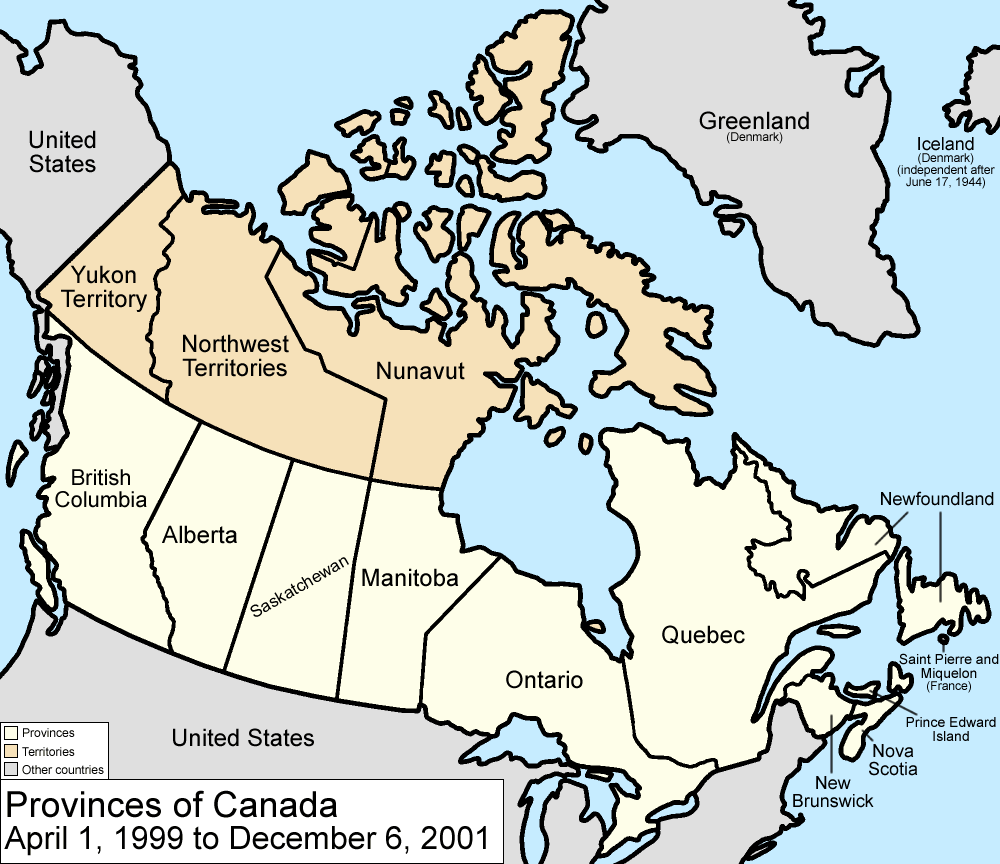
1999 - 2001

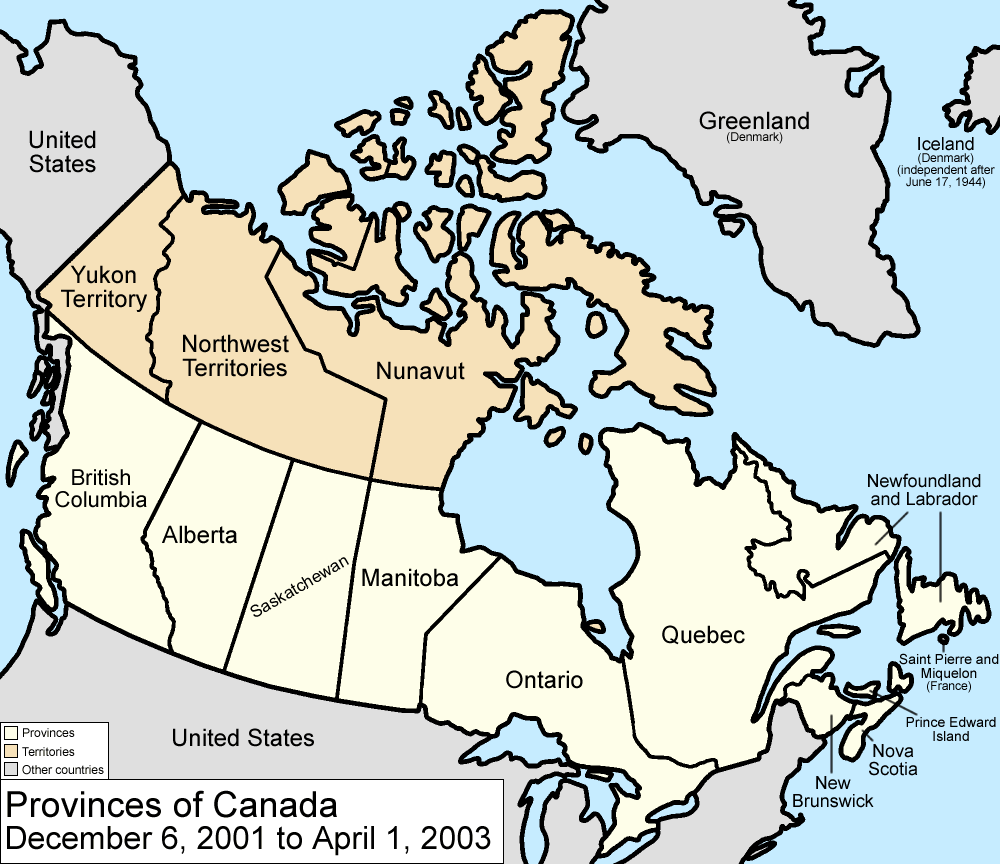
2001 - 2003

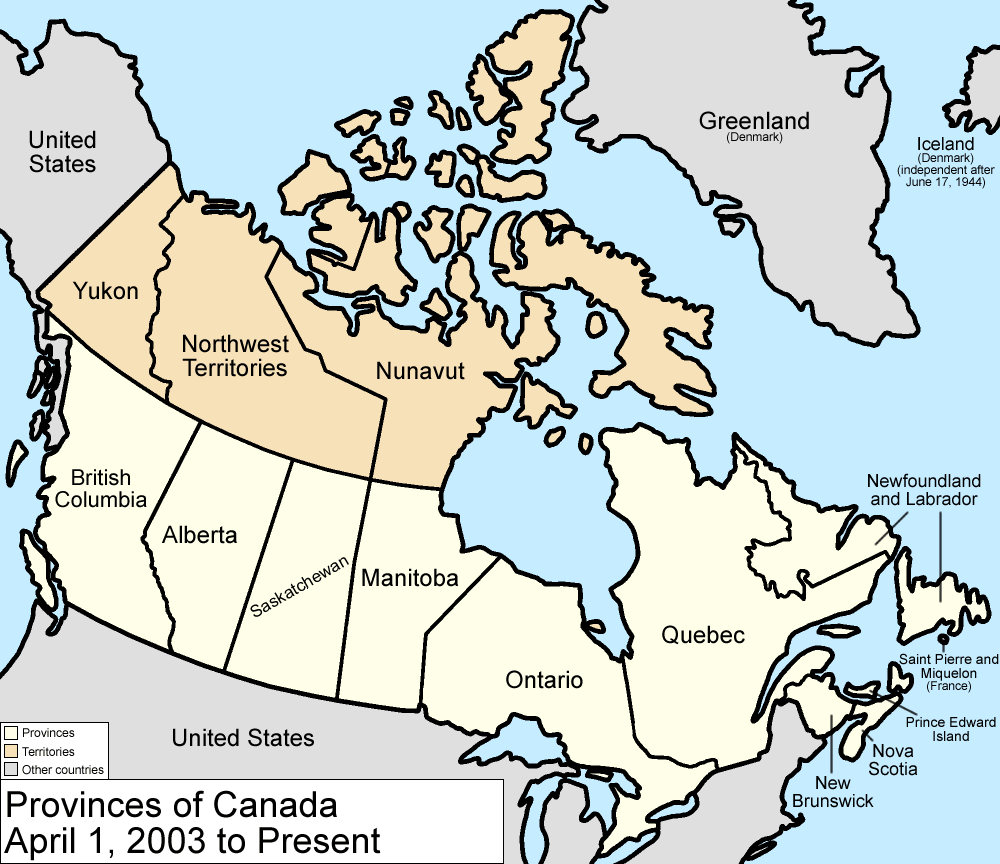
2003 - actuellement

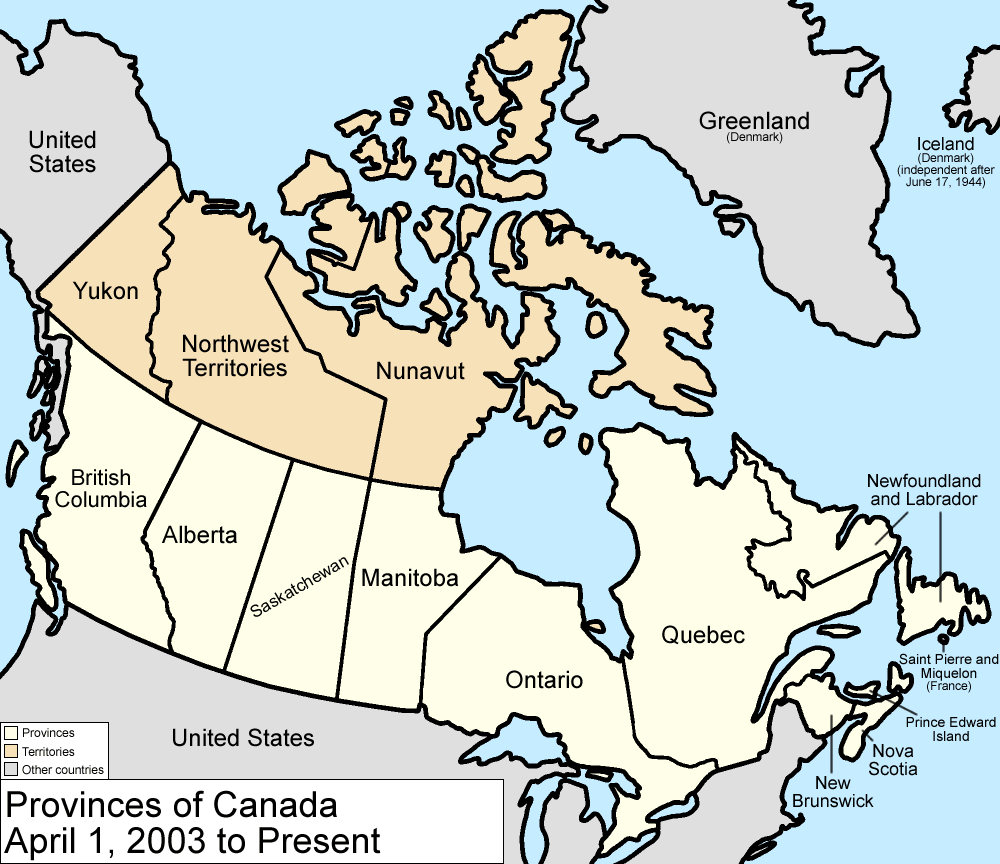
2003 - actuellement (aucun changement visible sur la carte)